# Grzegorz Kunc
Grzegorz Kunc (ur. 3 lipca 1997) – polski lekkoatleta, specjalizujący się w biegach średniodystansowych.

## Osiągnięcia
- Mistrzostwa Polski seniorów w lekkoatletyce
  - Białystok 2017 – brązowy medal w biegu na 800 m
  - Suwałki 2018 – srebrny medal w sztafecie mieszanej 4 × 800 m
  - Kraków 2019 – złoty medal w sztafecie mieszanej 4 × 800 m

- Młodzieżowe mistrzostwa Polski w lekkoatletyce
  - Suwałki 2017 – srebrny medal w biegu na 1500 m

- Mistrzostwa Polski juniorów w lekkoatletyce
  - Biała Podlaska 2015 – srebrny medal w biegu na 1500 m, brązowy medal w biegu na 800 m
  - Suwałki 2016 – złoty medal w biegu na 1500

## Rekordy życiowe
- bieg na 800 metrów
  - stadion – 1:49,41 (Białystok 2017)
  - hala – 1:52,18 (Spała 2016)
- bieg na 1500 metrów
  - stadion – 3:47,79 (Kraków 2017)